# Micrurus limbatus
La serpiente coralillo de Los Tuxtlas (Micrurus limbatus) es una especie de reptil de la familia Elapidae. El nombre de la especie es derivado del latín limbus que significa “borde” y el sufijo atus que significa “provisto con” en referencia al pigmento negro en las escamas dorsales rojas arregladas a lo largo del margen de la mitad posterior, incluyendo el borde de cada escama.

## Clasificación y descripción
Esta serpiente es conocida por alcanzar una longitud total máxima de 73,5 cm, sin embargo, los adultos comúnmente miden entre 55-65 cm.
La especie se caracteriza por un patrón bicolor de negro y rojo con la ausencia de amarillo. El color negro se dispone usualmente en 14-45 anillos en el cuerpo que promedian 3 escamas de ancho a la mitad del dorso; estos anillos pueden rodear completamente el cuerpo o bien pueden interrumpirse lateralmente. Algunos especímenes poseen manchas dorsales oscuras definidas en lugar de anillos. Hay 4 a 5 anillos negros en la cola que son 3-5 escamas dorsales y subcaudales de ancho. Las escamas rojas dorsales son distintivamente delineadas con negro.
Hay 189-192 escamas ventrales en machos y 198-206 en hembras, y 37-42 subcaudales en machos y 25-30 en hembras.

## Distribución
Esta serpiente se encuentra en bajas y moderadas elevaciones de la Sierra de los Tuxtlas en el sur de Veracruz, México. Es conocida de la ladera sur del Volcán San Martín, Coyame, cerca de Tebanca y la vecindad de La Palma. Su rango altitudinal va de los 160 a los 1050 m s. n. m.

## Hábitat
Habita en el bosque lluvioso de tierras bajas y bosque húmedo de baja montaña.

## Estado de conservación
Se encuentra catalogada como menor preocupación (LC) en la IUCN, en la NOM-059-SEMARNAT está bajo Protección especial.